# Bolt Thrower

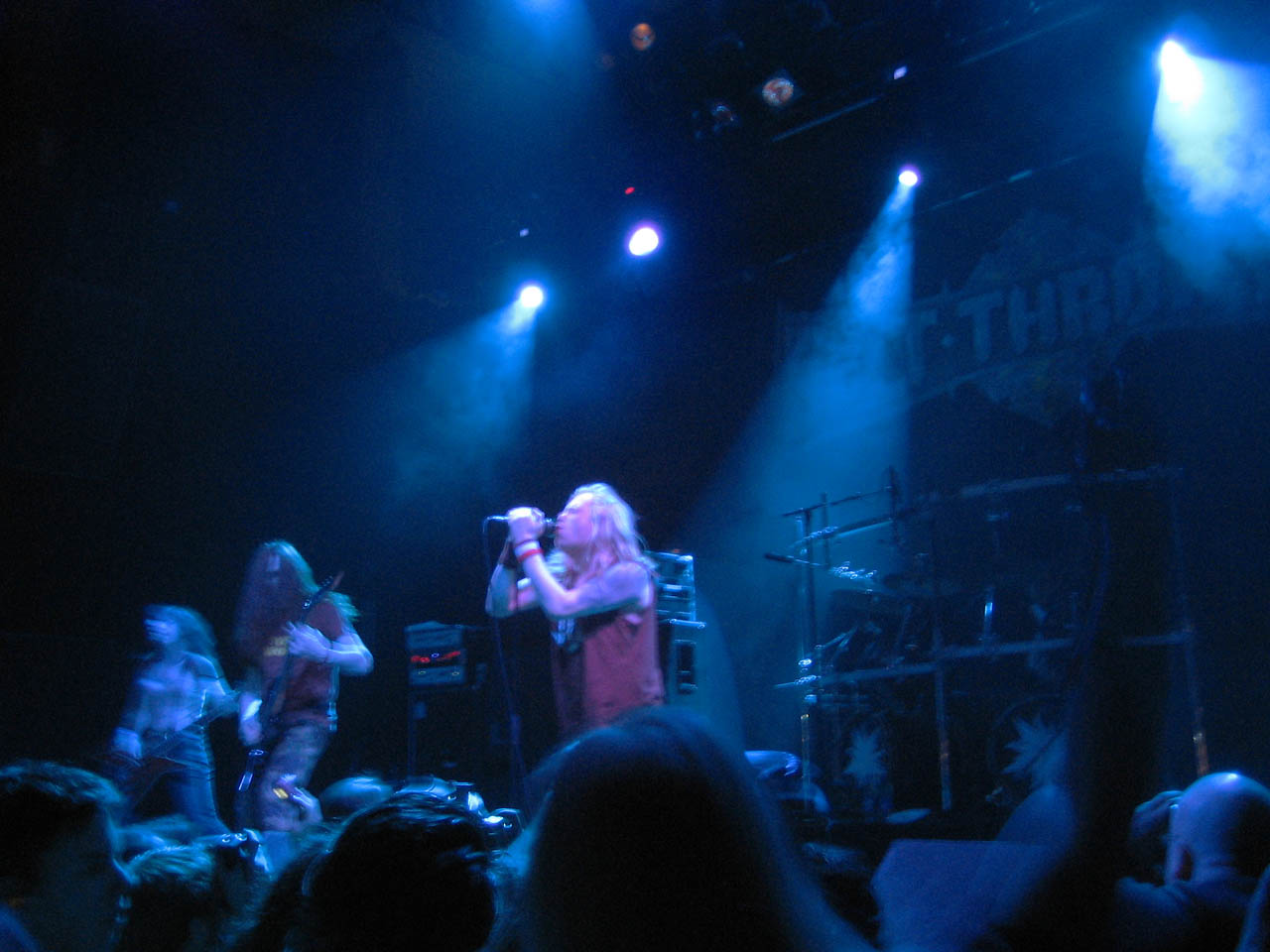
Bolt Thrower

Bolt Thrower was een deathmetalband uit de omgeving van Coventry in Engeland. De band werd in 1986 opgericht door Gavin Ward en Barry Thompson. Na de onverwachte dood van de toenmalige drummer in 2015 is de band in 2016 uit elkaar gegaan.
De bandnaam is afgeleid van een wapen uit het spel Warhammer van Games Workshop.

## Biografie

### Het begin: 1986-1988
Bolt Thrower werd opgericht in september 1986 als een hardcore- en thrashmetalband, beïnvloed door voornamelijk thrashbands zoals Slayer en hardcorebands zoals Crass en Discharge. De band werd opgericht door bassist Gavin Ward en gitarist Barry Thompson, aangevuld met Andrew Whale (drums) en Alan West (zang). In april 1987 namen ze in deze bezetting de demo In Battle There Is No Law op.
Vervolgens namen ze in september 1987 hun tweede demo op, Concession of Pain. Gavin verwisselde zijn basgitaar voor een gitaar en Alex Tweedy werd aangetrokken als bassist. Omdat Alex echter niet voor de opnamen kwam opdagen, speelde Gavin op de demo zowel gitaar als bas. Twee weken na de opnamen werd Jo Bench aangetrokken als vervanger van Alex Tweedy.
In deze samenstelling deed Bolt Thrower op 3 januari 1988 zijn eerste "Peelsession", met John Peel, de alternatieve diskjockey van BBC Radio One. Hij had een demo ontvangen en was terstond enthousiast geworden. Voor deze sessie nam de band vier nummers op, hetgeen uiteindelijk resulteerde in het uitbrengen van een album voor de platenmaatschappij Vinyl Solution. Vlak voor de opnamen van het debuutalbum werd de zanger vervangen door de chauffeur van de band, Karl Willetts. Hun debuut-lp, In Battle There Is No Law, duurt slechts een half uur en klinkt nog erg rauw en primitief.

### 1989-1994
Bolt Thrower was ontevreden over het contract met Vinyl Solution, aangezien dit label destijds een puur hardcorepunklabel was. Vinyl Solution deed erg weinig om Bolt Thrower en hun combinatie van deathmetal en hardcore punk bekendheid te geven, en daarom verlieten de bandleden deze platenmaatschappij al na één album. Kort daarna werden ze onder contract genomen door Earache Records. Earache Records had meerdere deathmetalbands onder contract, zoals Carcass en Napalm Death. De band werkte enigszins aan hun stijl en begon sneller te spelen, hetgeen resulteerde in agressievere en krachtigere nummers op het tweede album. Hierna stond de groep te boek als een grindcore-deathmetalband. De productie was niet erg goed, maar een vooruitgang ten opzichte van hun debuut. De hoes was verzorgd door Games Workshop (dat spellen maakt zoals Warhammer), aangezien zij een spel produceerden dat dezelfde naam had als het album dat Bolt Thrower wilde gaan uitgeven. Dit vond plaats naar aanleiding van de opnamen voor de tweede Peelsession die Bolt Thrower deed en die was opgenomen op 6 november 1988. Hierna bood Games Workshop de band aan de dure grafische vormgeving van het album te verzorgen. De band accepteerde dit aanbod. Het album werd uitgebracht in 1989 met als titel Realm of Chaos en als ondertitel Slaves To Darkness. De meeste teksten op het album waren geïnspireerd op het spel, en dat niet alleen vanwege de overeenkomst met Games Workshop. Karl, Andy en Gavin waren fanatieke spelers van de spellen die Games Workshop produceerde en schreven er een aantal nummers over. Voorbeelden zijn "Plague Bearer" en "World Eater". De meeste teksten kunnen echter prima op het algemene thema van Bolt Thrower worden geprojecteerd, namelijk oorlog. Na de opname van Realm of Chaos toerde de band met Napalm Death, Carcass en Morbid Angel tijdens de Grindcrusher Tour. Op de ep Cenotaph staat een livenummer dat tijdens deze tournee werd opgenomen ("Realm of Chaos"). Daarnaast staan er twee bonusnummers op van Realm of Chaos en de opvolger War Master, en "Cenotaph" zelf.
Op 22 juli 1990 deed de band zijn derde en laatste Peelsession. Drie nummers van het volgende album staan hier op, zij het in een ruwe versie, en "Lost Souls Domain" van Realm of Chaos. Vervolgens bracht de groep het album War Master uit. De nummers verschilden niet veel van die op de voorganger maar waren wel ingenieuzer gecomponeerd. Ook waren de muzikale capaciteiten duidelijk toegenomen, hoewel de bandleden hun grindcorewortels niet loslieten, hetgeen resulteerde in een verfijnder geluid. Ditmaal was de productie wel vakkundig uitgevoerd. Opnieuw werd het album opgenomen in de Slaughterhouse Studios, die twee weken na de opnamen afbrandden. Games Workshop bood aan om wederom de grafische vormgeving te verzorgen. Maar omdat het te duur werd bevonden, legde Bolt Thrower het aanbod naast zich neer. Daarop huurden ze een freelancer in die ook veel werk voor Games Workshop had gedaan. Derhalve was het ontwerp behoorlijk gelijkend op dat van Realm of Chaos. Voor de Amerikaanse tournee kocht de band een oude schoolbus, die gevuld werd met computerspellen. In 1991 werden alle drie de Peelsessions op een cd uitgebracht.
De volgende stap was the The IVth Crusade, zogenoemd omdat het hun vierde album was. De meeste grindcore-invloeden waren verdwenen en de gitaren werden lager gestemd. Eveneens werden de nummers langzamer, bombastischer en zwaarder, beïnvloed door doommetal van onder andere Candlemass. Er volgde een tournee door Europa met de Poolse band Vader en de Zweedse band Grave, maar ook de Verenigde Staten en Australië werden aangedaan. Daarnaast werd een single gemaakt, getiteld Spearhead. Hierop staan een lange remix van de track "Spearhead" en twee nieuwe tracks, alsmede een track van het album.
De klassieke bezetting (van 1988 tot 1994):
- Karl Willetts: zang
- Gavin Ward: gitaar
- Barry Thompson: gitaar
- Jo Bench: basgitaar
- Andy Whale: drums

Het volgende album, ...For Victory, was het laatste album met Karl Willetts en Andrew Whale. Beiden verlieten de band omdat ze iets anders in het leven wilden doen. Bovendien verliep de Amerikaanse tournee niet al te best en keerden de leden van de band voortijdig terug naar huis. Ze hadden voorlopig genoeg van het toeren. Op het nieuwe album werd er enigszins teruggegrepen naar hun grindcore-oorsprong, zonder daarbij hun doominvloeden te vergeten. Ook de zang klonk anders: minder 'grunten' en meer invloeden van hardcore punk. Typische voorbeelden hiervan zijn "When Glory Beckons" en "Armageddon Bound". Na de opnamen werd Karl vervangen door Martin van Drunen, en Martin Kearns nam het drumstel over.

### 1995-2016
In 1997, na een tweetal Europese tournees in 1995 en 1996, besloot Martin van Drunen de band te verlaten, aangezien hij het gevoel had nooit een volwaardig lid van de band te zijn geweest. Ook kreeg hij last van een haarziekte die zijn haar deed uitvallen. Hierdoor voelde hij zich onzeker op het podium. Tijdens een optreden vlak na het vertrek van Martin, nam Dave Ingram de microfoon over. Hij was al een goede vriend van de band. Ook Martin Kearns vertrok; diens positie werd overgenomen door Alex Thomas. Voor de opnamen van het zesde album werd de zang door Karl Willetts opgenomen, maar dat was slechts een tijdelijke terugkeer. Eveneens veranderde de band van label: Earache werd verruild voor Metal Blade. Zowel Earache als Bolt Thrower wilden niet meer met elkaar verder toen de contracttermijn verlopen was.
Het album met de titel Mercenary werd op 8 september 1998 uitgebracht in Europa en op 10 november 1998 in de VS. Er stonden 9 nummers op die in het algemeen wat langzamer waren dan die op de voorgaande albums. Desalniettemin was duidelijk het logge Bolt Throwergeluid te horen. De zang was weer als vanouds met de diepe grunts van Karl, de hardcore-invloeden waren weer verdwenen. Na de opnamen vertrok Karl opnieuw en ditmaal werd hij permanent door Dave Ingram vervangen, nadat deze Benediction had verlaten.
Eveneens in 1998 (in november) verscheen een compilatiealbum van Earache, Who Dares Wins, waarop de nummers van de twee ep's stonden alsmede twee bonustracks van de Japanse versie van ...For Victory. De band zelf was echter niet blij met de uitgave en noemde het oplichting van Earache en raadde aan dit album niet aan te schaffen. De oorspronkelijke titel was No Guts - No Glory, maar aangezien dat de titel van een nummer op de lp Mercenary was, werd het op aandringen van Metal Blade veranderd. Nadat Mercenary was verschenen, werd een Europese tournee gemaakt die "Into The killing Zone" heette. Dave Ingram deed hiervoor de zang.
Twee jaar later werd opnieuw een Europese tournee gemaakt, maar ditmaal met slechts vijf optredens, in Duitsland en Nederland. Daarna ging de band aan het werk voor een nieuw album. Dat werd Honour-Valour-Pride. Het album werd eind 2001 uitgebracht, wederom door Metal Blade. Martin Kearns was weer teruggekeerd achter het drumstel, aangezien Alex Thomas weinig belangstelling meer had voor de muzikale ontwikkeling van Bolt Thrower.
In 2004 begon de band te werken aan nieuw materiaal voor een nog ongetiteld album. Het was de bedoeling dat de opnamen in mei 2004 zouden plaatsvinden, waarna het album eind 2004 kon verschijnen. Vlak voor de opnamen maakte Dave Ingram echter bekend dat hij wegens gezondheidsproblemen de band wilde verlaten. Daarom werden de voorgenomen opnamen en tournees tijdelijk stopgezet en werd op zoek gegaan naar een nieuwe zanger. Deze werd op 18 november 2004 gevonden in Karl Willetts. Het nieuwe album, Those Once Loyal, werd op 14 november 2005 door Metal Blade uitgebracht. Begin 2006 werd een Europese tournee gemaakt met Malevolent Creation, Necrophagist en Nightrage.
Na de onverwachte dood van drummer Martin Kearns in 2015 kondigden de resterende bandleden op 14 september 2016 aan dat Bolt Thrower op zou houden te bestaan.

## Bandleden

### Laatste bezetting
- Karl Willetts - zang
- Barry (Baz) Thomson - slag- en sologitaar
- Gavin Ward - slaggitaar (en basgitaar op de demo's)
- Jo-Anne (Jo) Bench - basgitaar
- Martin (Kiddie) Kearns - drums

### Voormalige bandleden
- Alex Tweedy - basgitaar
- Alan West - zang
- Dave Ingram - zang (Benediction)
- Martin van Drunen - zang (Pestilence, Submission, Death by Dawn, Asphyx, Comecon)
- Alex Thomas - drums
- Andrew (Andy) Whale - drums

## Discografie

### Demo's
- In Battle There is No Law (uitgebracht op band, 1987)
- Concession of Pain (uitgebracht op band, 1987)

### Reguliere uitgaven
- The Peel Session (ep) (Strange Fruit, 1988)
- In Battle There Is No Law (Vinyl Solution, 1988)
- Realm of Chaos (Slaves to Darkness) (Earache, 1989)
- War Master (Earache, 1991)
- Cenotaph (ep) (Earache, 1991)
- The IVth Crusade (Earache, 1992)
- Spearhead (ep) (Earache, 1992)
- ...For Victory (Earache, 1994)
- Mercenary (Metal Blade, 1998)
- Honour-Valour-Pride (Metal Blade, 2001)
- Those Once Loyal (Metal Blade, 2005)

### Live- en compilatiealbums
- The Peel Session (ep) (Strange Fruit, 1988)
- The Peel Sessions 1988-90 (Strange Fruit, 1990)
- War (Earache, 1994)
- Who Dares Wins (Earache, 1998)